# Стасєв Юрій Володимирович
Ю́рій Володи́мирович Ста́сєв — доктор технічних наук, професор кафедри програмування та захисту інформації, академік академій прикладної радіоелектроніки та педагогічних наук, відмінник освіти України (1996), нагороджений знаком «Петро Могила» (1999).

## Життєпис
Закінчив Харківське вище військове командне училище імені маршала Радянського Союзу Крилова, спеціалізація «системи управління та зв'язку».
З 2014 року працює на кафедра програмування та захисту інформації Центральноукраїнського технічного університету.
Наукові зацікавлення:
- захист інформації,
- криптографія,
- стеганографія

Є автором 142 наукових праць, з них 33 монографії, навчальні посібники та підручники, зареєстровано 30 патентів.

### Серед патентів
- «Спосіб формування шумоподібних дискретних сигналів», 2010, співавтори Кузнецов Олександр Олександрович, Носик Олексій Михайлович, Сай Валерій Миколайович
- «Спосіб криптографічного перетворення інформації з використанням каскадних кодів», 2008, співавтори Грабчак Володимир Іванович, Євсеєв Сергій Петрович, Кавун Сергій Віталійович, Кузнецов Олександр Олександрович, Корольов Роман Володимирович, Кужель Ігор Євгенович.